# Järnriket Gästrikland
Järnriket Gästrikland är ett samlingsnamn för ett antal besöksmål i Gästrikland, de flesta med anknytning till gruvdrift och järnframställning.
Vid Länsmuseet Gävleborg utreddes 1985–1987 behovet av en gemensam lansering av besöksmål inom bland annat förhistorisk järnframställning, gruvor, kalkbrott, bergsmansgårdar, bruksmiljöer, arbets- och teknikhistoriska anläggningar, herrgårdar,  arbetarbostäder och transporter. Arbetet hade inspirerats av en utredning om Ekomuseum Bergslagen, och också samordningen av turismen kring de norduppländska Vallonbruken.
Järnriket omfattar ett 40-tal platser, de flesta bruksmiljöer, men numera även till exempel anlagda trädgårdar, konstnärshem och ett tryckeri. I grunden är Järnriket Gästrikland en form av ekomuseum med besöksmålen spridda över en stor yta.
Några av Järnrikets besöksmål:
| Gävle kommun - Axmar bruk - Forsbacka bruk - Mackmyra bruk - Oslättfors bruk - Tolvfors bruk | Hofors kommun - Edskens masugn - Stollgången och Storbergets gruvor | Ockelbo kommun - Wij valsverk - Jädraås-Tallås Järnväg | Sandvikens kommun - Gysinge bruk - Högbo bruk - Rosenlöfs tryckeri - Valhalla |